# Breach (Walk Alone)
《Breach (Walk Alone)》是荷兰DJ马丁·盖瑞斯和波兰DJ Blinders的单曲。歌曲通过戳印唱片发行，独家授权于索尼音乐旗下的史诗阿姆斯特丹，并收录于盖瑞斯的迷你专辑《Bylaw》。